# André Ourednik

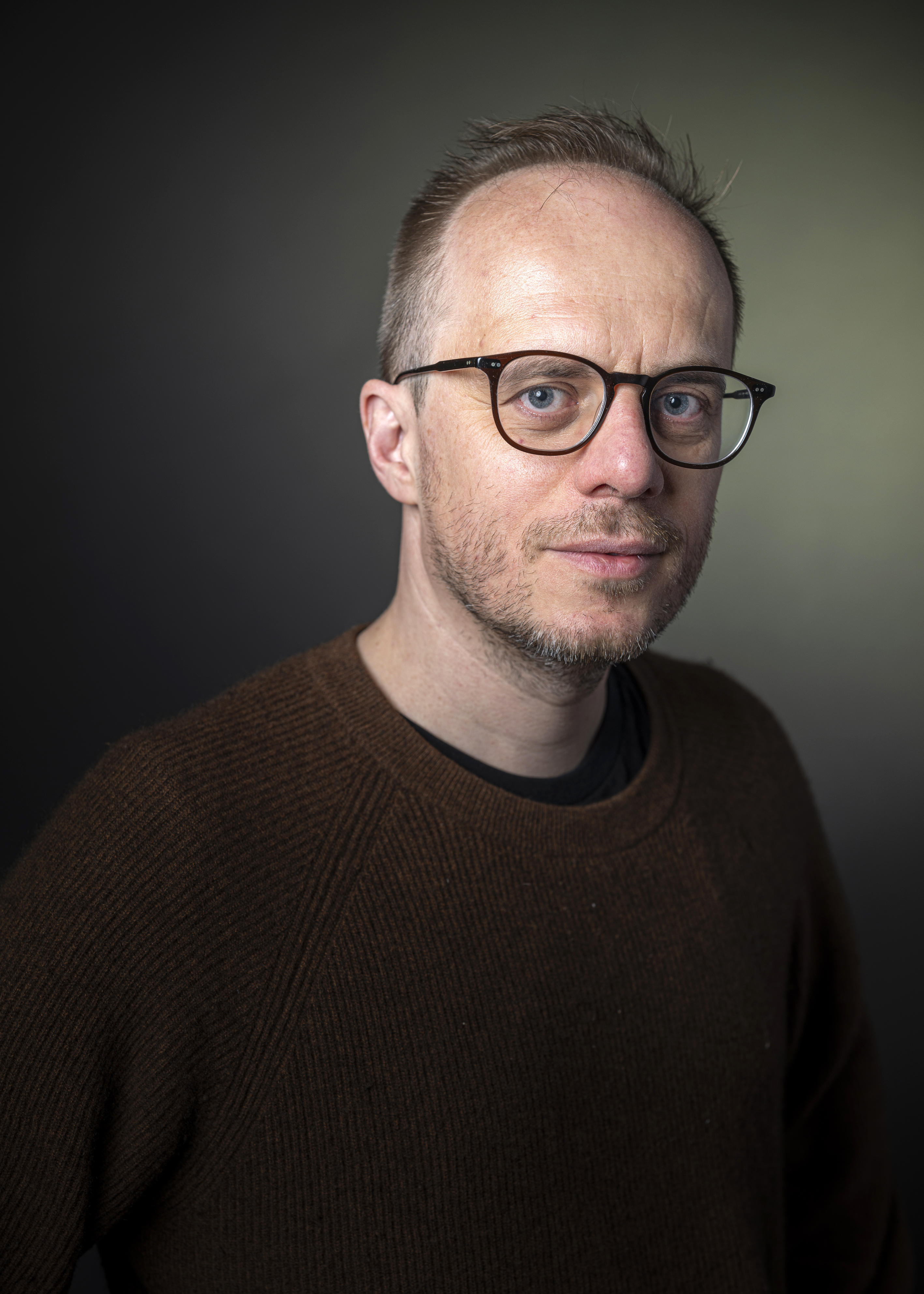
André Ourednik, 2022

André Ourednik (* 2. August 1978 in Prag) ist ein französischsprachiger Schweizer Schriftsteller und Geograph.

## Leben
André Ourednik wuchs in der  Tschechoslowakei, in Kanada und in der Schweiz auf. An der Universität Lausanne studierte er Geografie, und an der EPFL promovierte er 2010. Dort ist er seither als Forscher und Lehrbeauftragter tätig.
Ouredniks Gedichte, Erzählungen und Romane werden der Phantastischen Literatur zugeordnet.

## Werke
- Chants dilettantes d’un fainéant éduqué au rythme des saisons et des manies. L’Âge d’Homme, Lausanne 2002, ISBN 2-8251-1681-5.
- Contes suisses. Encre Fraîche, Genève 2013, ISBN 978-2-9700745-7-1.
- Wikitractatus. Pour une philosophie de l’itinéraire. Hélice Hélas, Vevey 2014, ISBN 978-2-940522-12-5.
- Les cartes du boyard Kraïenski. Roman. La Baconnière, Genève 2015, ISBN 978-2-940431-32-8.
- Omniscience. Roman. La Baconnière, Genève 2017, ISBN 978-2-940431-72-4.
- Atomik submarine (mit François Burland). Art & fiction, Lausanne 2018, ISBN 978-2-940570-52-2.
- Hypertopie. De l’utopie à l’omniscience. La Baconnière, Genève 2019, ISBN 978-2-88960-003-8.
- Robopoïèses. La Baconnière, Genève 2021, ISBN 978-2-88960-037-3.

### Übersetzungen
- Ivan Diviš: Thanathea. La Baconnière, Genève 2016, ISBN 978-2-940431-55-7.